# Englische Badmintonmeisterschaft 1999
Die Englische Badmintonmeisterschaft 1999 fand vom 5. bis zum 7. Februar 1999 im Dolphin L.C. in Haywards Heath statt. Es war die 36. Austragung der nationalen Titelkämpfe von England im Badminton.	

## Medaillengewinner
| Disziplin    | Gold                      | Silber                            | Bronze                       |
| ------------ | ------------------------- | --------------------------------- | ---------------------------- |
| Herreneinzel | Darren Hall               | Colin Haughton                    | Peter Knowles                |
| Herreneinzel | Darren Hall               | Colin Haughton                    | Richard Doling               |
| Dameneinzel  | Julia Mann                | Tracey Hallam                     | Justine Willmott             |
| Dameneinzel  | Julia Mann                | Tracey Hallam                     | Rebecca Pantaney             |
| Herrendoppel | Chris Hunt Simon Archer   | Julian Robertson Nathan Robertson | Anthony Clark Ian Sullivan   |
| Herrendoppel | Chris Hunt Simon Archer   | Julian Robertson Nathan Robertson | Graham Hurrell Peter Jeffrey |
| Damendoppel  | Sara Sankey Ella Miles    | Joanne Goode Donna Kellogg        | Gail Emms Joanne Wright      |
| Damendoppel  | Sara Sankey Ella Miles    | Joanne Goode Donna Kellogg        | Lesley Paine Emma Timmins    |
| Mixed        | Simon Archer Joanne Goode | Chris Hunt Donna Kellogg          | Ian Sullivan Gail Emms       |
| Mixed        | Simon Archer Joanne Goode | Chris Hunt Donna Kellogg          | John Quinn Sarah Hardaker    |

## Finalergebnisse
| Disziplin    | Sieger                    | Finalist                          | Ergebnis           |
| ------------ | ------------------------- | --------------------------------- | ------------------ |
| Herreneinzel | Darren Hall               | Colin Haughton                    | 6–15, 15–7, 15–5   |
| Dameneinzel  | Julia Mann                | Tracey Hallam                     | 11–2, 11–2         |
| Herrendoppel | Chris Hunt Simon Archer   | Julian Robertson Nathan Robertson | 17–15, 15–12       |
| Damendoppel  | Sara Sankey Ella Miles    | Joanne Goode Donna Kellogg        | 15–11, 7–15, 15–10 |
| Mixed        | Simon Archer Joanne Goode | Chris Hunt Donna Kellogg          | 15–6, 15–5         |

## Referenzen
- Birmingham Evening Mail, 8. Februar 1999
- worldbadminton.com